# Estación de Illescas
Illescas es una estación ferroviaria situada en el municipio español homónimo, dentro de la provincia de Toledo, comunidad autónoma de Castilla-La Mancha. Las instalaciones cuentan con diversos servicios de media distancia operados por Renfe. 

## Situación ferroviaria
Según Adif la estación se encuentra en el punto kilométrico 38,4 de la línea férrea 500 de la red ferroviaria española que une Madrid con Valencia de Alcántara, entre las estaciones de Griñón y de Torrijos. Este kilometraje se corresponde con el trazado clásico entre Madrid y la frontera portuguesa por Talavera de la Reina y Cáceres. El tramo es de vía única y está sin electrificar.

## Historia
La estación fue inaugurada el 20 de junio de 1876 con la apertura al tráfico del tramo Madrid-Torrijos de la línea que pretendía conectar la capital de España con Malpartida de Plasencia, buscando así un enlace con la frontera portuguesa más directo al ya existente por Badajoz. Las obras corrieron a cargo de la Compañía del Ferrocarril del Tajo. En 1880 dicha compañía pasó a ser conocida bajo las siglas MCP, que aludían al trazado Madrid-Cáceres-Portugal una vez finalizadas las obras de las líneas Madrid-Malpartida, Malpartida-Cáceres y Cáceres-Frontera.
A pesar de contar con este importante trazado, la compañía nunca gozó de buena salud financiera siendo intervenida por el Estado en 1928 quien creó para gestionarla la Compañía Nacional de los Ferrocarriles del Oeste. En 1941, con la nacionalización de la totalidad de la red ferroviaria española la estación pasó a ser gestionada por RENFE. Desde enero de 2005, Renfe Operadora explota la línea mientras que Adif es la titular de las instalaciones ferroviarias.

## La estación
La estación se encuentra al este del núcleo urbano. Conserva su clásico edificio para viajeros de planta rectangular formado por un cuerpo central de dos alturas y dos anexos de menor altura. Está revestida de piedra y adornada con ocho arcos de mediopunto en cada una de sus fachadas. Dispone de dos andenes laterales a los que acceden dos vías, la vía principal y una derivada.

## Servicios ferroviarios

### Media Distancia

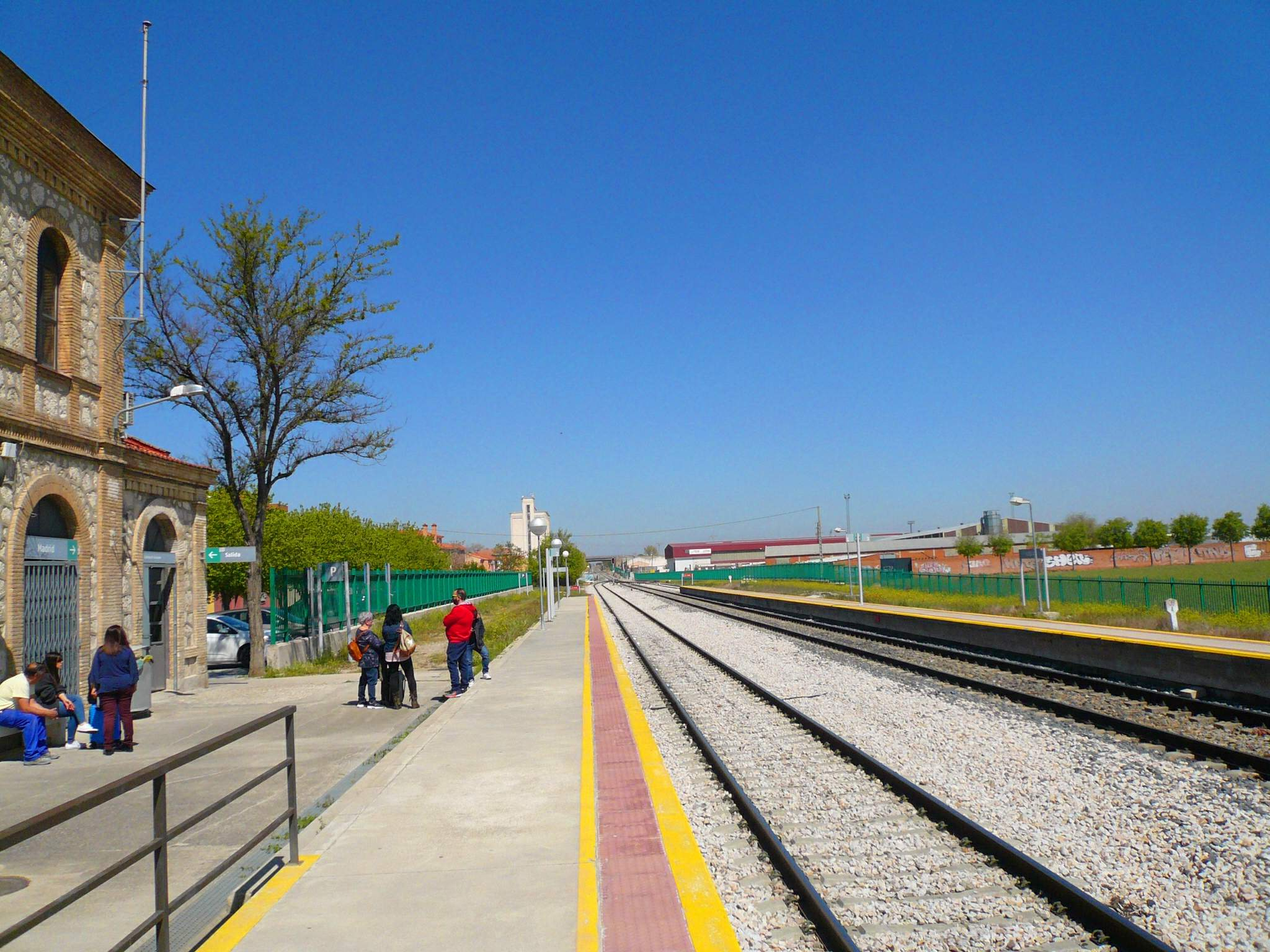
Vista de las instalaciones ferroviarias de Illescas, 2019.

En esta estación efectúan parada todos los trenes que cubren los servicios Proximidad, Regional Exprés y MD de la línea 52 de Media Distancia.
Así pues, desde la estación de Illescas hay servicio directo a Sevilla, Cáceres, Mérida, Plasencia, Talavera de la Reina y Madrid entre otras ciudades.
| Línea MD | Trenes             | Origen/Destino          |  | Destino/Origen                                     |
| -------- | ------------------ | ----------------------- |  | -------------------------------------------------- |
| 72       | MD                 | Madrid-Atocha Cercanías |  | Plasencia Cáceres Mérida Zafra Sevilla-Santa Justa |
| 52       | MD Regional Exprés | Madrid-Atocha Cercanias |  | Talavera de la Reina                               |
| 52       | Regional Exprés    | Madrid-Atocha Cercanías |  | Plasencia Cáceres                                  |
| 52       | Proximidad         | Fuenlabrada             |  | Illescas                                           |